# گری داگن
گری داگن (انگلیسی: Gerry Duggan؛ ۱۹۱۰ – ۲۷ مارس ۱۹۹۲) هنرپیشه اهل استرالیا بود.

## فیلم‌شناسی
- کوچ‌نشین‌ها (۱۹۶۰) - Shearer
- اتاق ال شکل (۱۹۶۲) - Bert
- پیشخدمت (۱۶۳) - Waiter
- پنجه طلایی (۱۹۶۴) - Hawker, James Bond’s golf caddie
- بلیس (۱۹۸۵) - neighbour ۱